# Maddyness
Maddyness est un pure player  fondé en 2013 sur l'entrepreneuriat, l'actualité des startups et l'économie de cet écosystème.
Son modèle économique repose essentiellement sur l'évènementiel (la Maddy Keynote) et la production de marketing de contenu.

## Histoire
Le média est cofondé en 2013 par Louis Carle et Étienne Portais,.
En 2020, Maddyness lance une version en anglais de son site, pilotée depuis le Royaume-Uni,.
L'investisseur Marc Menasé fait son entrée, en 2023, dans l'actionnariat du média,. L'objectif est, notamment, « d'accélérer son développement […] à l'international » avec l'ouverture de bureaux en Espagne et en Italie,.

## Ligne éditoriale

### Publications
Maddyness propose des articles d'actualités, interviews, classements et tribunes dont le public cible est les entrepreneurs, les fonds d'investissements, les décideurs ainsi que les dirigeants,. Le lectorat visé a majoritairement entre 25 et 45 ans. Le média a publié un ouvrage « BackPack » en 2014, réédité depuis,. Maddyness produit également des podcasts.
Dans le cadre de la production de brand content, le média a notamment travaillé avec Orange et Google.
Le site parodique  « Naddymess » est apparu en 2018 et s'inscrit dans la lignée du Gorafi  ou de The Onion,. Le média des startups est lui-même coutumier de poissons d'avril qui ont pour objectif « de souligner les travers de la tech et des médias tech »,.

### Maddy Keynote
La Maddy Keynote (également stylisée M/KN) est un festival annuel qui présente, depuis 2015 les dernières innovations et transformations, lancé à la suite de la disparition de la conférence LeWeb,,.
Parmi les faits notables, en 2016, à l'occasion de la Maddy Keynote, Uber annonce ouvrir sa plateforme aux taxis. En outre, Julian Assange est intervenu en visioconférence en 2018 . L'année suivante, l'édition 2019, portait sur le thème 2084 (en référence au célèbre ouvrage),.

## Modèle économique
Le modèle économique du média repose essentiellement sur l'évènementiel (dont la Maddy Keynote), sur la publicité ainsi que sur la production de brand content et de contenus en marque blanche. Selon Les Echos, la société est rentable de sa création jusqu'en 2019 avant de le redevenir dès 2022,. À l'instar des autres acteurs de l'évènementiel, le média a souffert durant la crise sanitaire en 2020 et en 2021,,.

### Actionnariat
En février 2023, Marc Menasé acquiert 54 % du capital de la holding Maddy pour un montant non divulgué,. Les parts restantes appartiennent aux deux cofondateurs, Louis Carle et Étienne Portais,.